# Joe Galibardy
Joseph Deville Thomas „Joe” Galibardy  (ur. 10 stycznia 1915 w Madrasie, zm. 17 maja 2011 w Walthamstow) – indyjski hokeista na trawie. Złoty medalista olimpijski z Berlina.
Zawody w 1936 były jego jedynymi igrzyskami olimpijskimi. W turnieju wystąpił w pięciu spotkaniach. 
W 1956 wyemigrował do Wielkiej Brytanii.